# Dichotomius schiffleri
Dichotomius schiffleri är en skalbaggsart som beskrevs av Vaz-de-mello, Louzada och Gavino 2001. Dichotomius schiffleri ingår i släktet Dichotomius och familjen bladhorningar. Inga underarter finns listade i Catalogue of Life.